# NGC 1694
NGC 1694 is een spiraalvormig sterrenstelsel in het sterrenbeeld Eridanus. Het hemelobject werd op 9 januari 1880 ontdekt door de Franse astronoom Édouard Jean-Marie Stephan.

## Synoniemen
- PGC 16335
- MCG -1-13-35A
- NPM1G -04.0215